# 萨尔迪利亚诺
萨尔迪利亚诺（義大利語：Sardigliano），是意大利亚历山德里亚省的一个市镇。总面积12.64平方公里，人口451人，人口密度35.7人/平方公里（2009年）。ISTAT代码为006157。